# William Kenneth Allard
William Kenneth Allard (1941) é um matemático estadunidense.
Obteve o diploma em matemática na Universidade Villanova em 1963 e um doutorado em 1968 na Universidade Brown, orientado por Wendell Fleming, com a tese On Boundary Regularity for the Plateau Problem. É professor emérito da Universidade Duke.
Foi palestrante convidado do Congresso Internacional de Matemáticos em Vancouver (1974: Some recent advances in the multidimensional parametric calculus of variations).